# Moorefield (Nebraska)
Moorefield és una població dels Estats Units a l'estat de Nebraska. Segons el cens del 2000 tenia 52 habitants.

## Demografia
Segons el cens del 2000, Moorefield tenia 52 habitants, 19 habitatges, i 14 famílies. La densitat de població era de 118,1 habitants per km².
Dels 19 habitatges en un 31,6% hi vivien nens de menys de 18 anys, en un 68,4% hi vivien parelles casades, en un 0% dones solteres, i en un 26,3% no eren unitats familiars. En el 26,3% dels habitatges hi vivien persones soles el 10,5% de les quals corresponia a persones de 65 anys o més que vivien soles. El nombre mitjà de persones vivint en cada habitatge era de 2,74 i el nombre mitjà de persones que vivien en cada família era de 3,36.
Per edats la població es repartia de la següent manera: un 21,2% tenia menys de 18 anys, un 19,2% entre 18 i 24, un 26,9% entre 25 i 44, un 15,4% de 45 a 60 i un 17,3% 65 anys o més.
L'edat mediana era de 38 anys. Per cada 100 dones de 18 o més anys hi havia 127,8 homes.
La renda mediana per habitatge era de 30.833 $ i la renda mediana per família de 31.667 $. Els homes tenien una renda mediana de 20.625 $ mentre que les dones 21.250 $. La renda per capita de la població era de 15.481 $. Cap de les famílies estaven per davall del llindar de pobresa.

## Poblacions més properes
El següent diagrama mostra les poblacions més properes.